# 후한 장제
한 숙종 효장황제 유달(漢 肅宗 孝章皇帝 劉炟, 57년 ~ 88년, 재위 75년 ~ 88년)은 후한의 3대 황제로, 명제(明帝)의 아들이다.

## 생애
명제의 5남으로 태어났다. 생모 가귀인(賈貴人)은 마원(馬援)의 딸인 황후 마씨와 사촌자매처럼 사이가 좋았다고 한다.
60년(영평 3년) 세 살때 황태자가 되었다. 75년(영평 18년)에 아버지 명제가 붕어하여 19세에 즉위했다. 동시에 마황후를 황태후로 세워 후견을 하였고, 마황후는 보기 드물게 태후로서 몸을 사려 친가의 마씨 일족이 고위직에 오르는 것을 못하게 하였고, 그녀가 생존했던 장제의 시대에는 아직 후한의 적폐가 된 외척의 전권이 겉으로 드러난 적은 없었다.
장제가 최초로 옹립한 황태자 유경(劉慶)은 측실 송귀인(宋貴人)이 낳은 아들이었다. 그 후, 두황후(竇皇后)가 송귀인과 유조(劉肇)를 낳은 양귀인(梁貴人)을 죽어 쫓아 버려 버린다. 82년(건초 7년), 유경은 태자에 폐위되고 유조가 태자가 된다. 88년(장화 2년), 장제는 죽어, 유조가 즉위 한다. 그 후 2명의 태자는 황위를 둘러싸고 싸움이 없었다.
어릴 적부터 유학을 좋아했다고 하는 장제는 관대한 성격으로, 유학의 덕목에 필적한 너그러운 덕치(德治)를 이끌었다. 장제의 치세에는, 큰 내우외환(内憂外患)도 없었기 때문에, 후한은 명제의 시대부터 인계된 안정기를 계속 이어갈 수 있었다.
그러나, 장제의 치세는 또, 규벌(閨閥)세력이 후한의 역사로 처음으로 문제가 되기 시작했던 시대이기도 했다. 황후 두씨는, 마황후가 죽으면서 후궁의 최고 권력자가 되고, 태자 유경의 생모 송귀인과 태자 유조를 낳은 양귀인을 죽어 쫓아 보내고, 또 태자를 폐하고 유조를 황태자에게 세웠다. 88년 장제가 32세의 젊은 나이로 붕어하여, 불과 10세 유조가 화제로 즉위 했다. 화제(和帝)의 옹립을 관여한 두씨는 황태후로서 어린 황제를 대신하여 정권을 차지하여, 그 친족인 두고(竇固)를 비롯한 두씨 일족이 권세를 쥐게 되었다. 이렇게 하여 후한은 황제의 외척에 의해서 정치가 좌우되는 시대에 들어갔다.
또, 내정은 꽤 잘 다스려지고 있었지만, 원정 쪽에는 후퇴되어, 서역에 대한 흉노의 공격이 격렬해져서 일단은 서역지역을 철수하였고 흉노의 지배하에 들어갔다. 그러나 그 후의 반초(班超)의 활약에 의해, 서역은 되찾아 통치하게 되었다.
외척 문제과 원정 등 장제의 시대는 후한 쇠퇴의 조짐이 보여 왔던 시대라고 말할 수 있다.

## 가족 관계
- 황후 : 장덕황후 두씨(章德皇后 竇氏)
- 황후 : 공회황후 양씨(恭懷皇后 梁氏)
- 황후 : 경은황후 송씨(敬隱皇后 宋氏)
  - 3남 : 청하효왕 유경
    - 손자 : 한 안제 유호(安帝 劉祜)
- 후궁 : 귀인 두씨(貴人 竇氏) - 장덕황후 두씨가 언니이다.
- 후궁 : 귀인 송씨(貴人 宋氏) - 경은황후 송씨가 언니이다.
- 후궁 : 귀인 양씨(貴人 梁氏) - 공회황후 양씨가 여동생이다.
  - 4남 : 한 화제 유조(和帝 劉肇)
- 후궁 : 귀인 신씨(貴人 申氏)
  - 5남 : 제북혜왕 유수
    - 손자 : 소황제 유의(孝少皇帝 劉懿) - 후한 제7대 황제

  - 6남 : 하간효왕 유개(河間孝王 劉開)
    - 손자 : 효숭황제 유익(孝崇皇帝 劉翼) - 한 환제의 아버지
    - 손자 : 효원황제 유숙(孝元皇帝 劉淑) - 한 영제의 조부
- ?
  - 7남 : 성양회왕 유숙 - 생모미상
  - 8남 : 광종상왕 유만세 - 생모미상
  - 장녀 : 무덕공주 유남(武德公主 劉男) - 생모미상
  - 차녀 : 평읍공주 유왕(平邑公主 劉王) - 생모미상
  - 3녀 : 음안공주 유길(陰安公主 劉吉) - 생모미상

## 기년
| 장제        | 원년            | 2년                 | 3년        | 4년        | 5년        | 6년        | 7년        | 8년        | 9년                 | 10년       |
| ----------- | --------------- | ------------------- | ---------- | ---------- | ---------- | ---------- | ---------- | ---------- | ------------------- | ---------- |
| 서력 (西曆) | 76년            | 77년                | 78년       | 79년       | 80년       | 81년       | 82년       | 83년       | 84년                | 85년       |
| 간지 (干支) | 병자(丙子)      | 정축(丁丑)          | 무인(武寅) | 기묘(己卯) | 경진(庚辰) | 신사(辛巳) | 임오(壬午) | 계미(癸未) | 갑신(甲申)          | 을유(乙酉) |
| 연호 (年號) | 건초(建初) 원년 | 2년                 | 3년        | 4년        | 5년        | 6년        | 7년        | 8년        | 9년 원화(元和) 원년 | 2년        |
| 장제        | 11년            | 12년                | 13년       |            |            |            |            |            |                     |            |
| 서력 (西曆) | 86년            | 87년                | 88년       |            |            |            |            |            |                     |            |
| 간지 (干支) | 병술(丙戌)      | 정해(丁亥)          | 무자(戊子) |            |            |            |            |            |                     |            |
| 연호 (年號) | 3년             | 4년 장화(章和) 원년 | 2년        |            |            |            |            |            |                     |            |